# أرايجا
بلدية أرايجا (بالإسبانية: Arija)، هي إحدى بلديات مقاطعة برغش، التي تقع في منطقة قشتالة وليون، والتي تقع في شمال غرب إسبانيا.
يبلغ عدد سكانها 222 نسمة وفقاً لإحصائية سنة (2002).